# Nicolas Frantz
Nicolas Frantz (Mamer, 4 de novembro de 1899 – Luxemburgo, 8 de novembro de 1985) foi um ciclista de Luxemburgo. Foi o vencedor do Tour de France em 1927 e 1928 .